# Aspidiotus tridentifer
Aspidiotus tridentifer är en insektsart som beskrevs av Ferris 1941. Aspidiotus tridentifer ingår i släktet Aspidiotus och familjen pansarsköldlöss. Inga underarter finns listade i Catalogue of Life.